# اسمیت استریتر
اسمیت استریتر (انگلیسی: Smith Streeter; ۱ ژوئیهٔ ۱۸۵۱ – ۱۷ دسامبر ۱۹۳۰) ورزشکار روکه اهل ایالات متحده آمریکا بود.